# Wachtelmäre

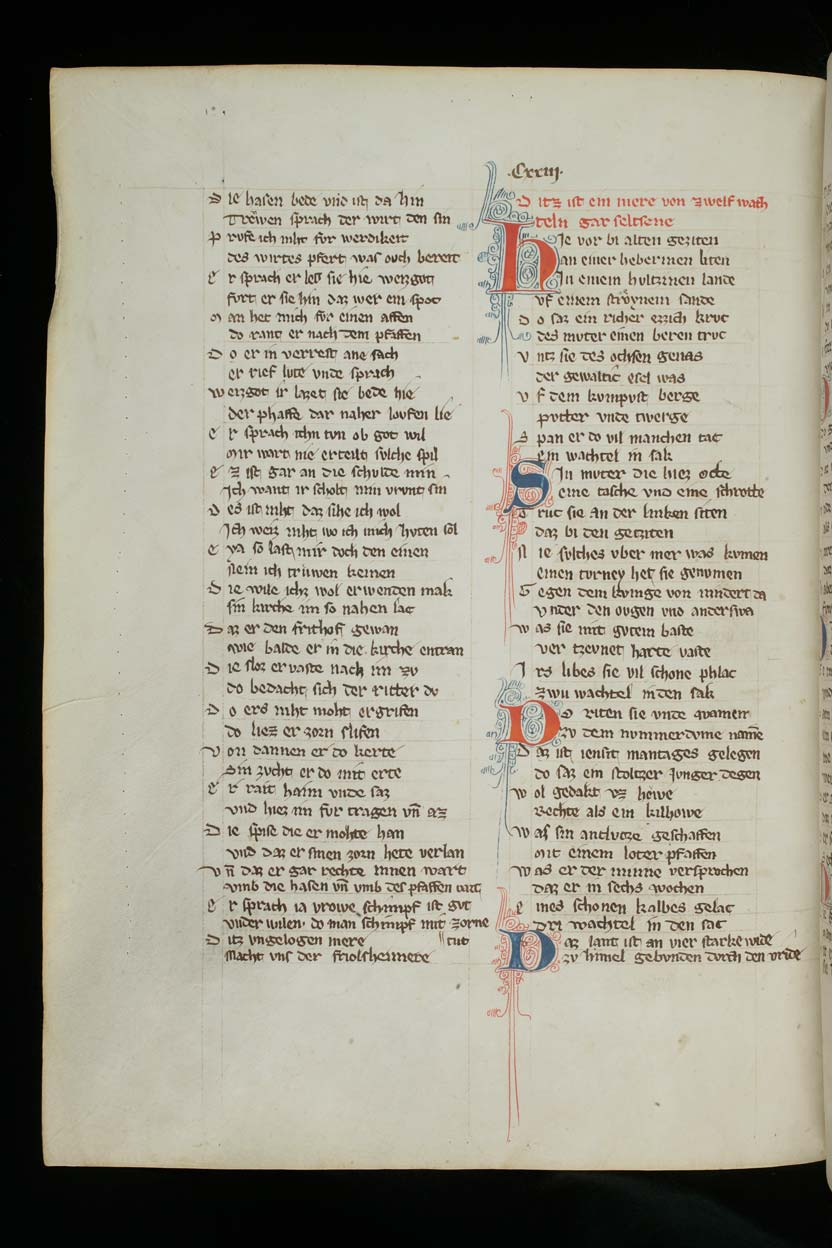
Wachtelmäre in der Kaloczaer Handschrift

Das Wachtelmäre ist das einzige bekannte Werk von Peter dem Wachtelsack und entstand um die Mitte des 13. Jahrhunderts im damaligen Westungarn, dem heutigen Burgenland. Überliefert ist sie in der Kalocsaer und der Wiener Handschrift (Cod. 2705). Erstere scheint eher der spielmännischen Tradition verpflichtet zu sein und eine zwölfstrophige Kernfassung zu bieten.

## Inhalt
Ein reicher Essigkrug, dessen Mutter Otte hieß, reitet zum Turnierkampf gegen König Nindertdâ in das Land Nummerdummenâmen, das jenseits des Montags gelegen und mit Ruten an den Himmel festgezurrt ist und ähnlich wie das Schlaraffenland geschildert wird. Dort heiratet er ein Sattelgeschirr, das ihm drei Kinder gebiert: den wunderlîchen Alexander, Kaiser Ermentrich und den Zwerg Elberich. Die Kalocsaer Handschrift endet mit der zwölften Strophe mit der Aufforderung an Spielleute zum festlichen Getümmel.
Das Märe wird in der Wiener Handschrift noch fortgesetzt: Die 13. Strophe handelt von Armen und Kranken und sollte wohl zur Gabe von Almosen anregen. Die zusätzlichen Strophen präsentieren sich wesentlich lockerer aneinandergereiht und zeigen die Vertrautheit des Dichters mit der Heldendichtung: Dietrich von Bern, Hildebrand, Ecke, Vasold und Kriemhild werden in den Kampf zwischen einem fliegenden Regenwurm und einem Igel hineingezogen: Diese Stelle wirkt besonders komisch: „Herr Dietrich von Pern schoz/ Durch ain alten newen wagen, Herr Hildeprant durchn kragen.“ Entschieden wird dieser schließlich durch einen schwimmenden Mühlstein.

## Form
Das Märe erscheint formal eigenartig: Je zwölf Verse werden durch einen weiterzählenden Kehrreim ("ain/zwo/drey wachtel in den sak") zusammengefasst. Der Ursprung dieser Wendung liegt wahrscheinlich in einem Spruch des Teichners, der mit dieser das Jägerlatein charakterisierte. "Wachtel" ist – ausgehend von ihm – zur Bezeichnung einer Lüge geworden.

## Heanzische Begriffe
Im Wachtelmäre erscheint eine Reihe von Wörtern, die auf eine Verbindung mit dem heanzischen Dialekt schließen lassen. Daraus folgert Ratz, dass es im heutigen Burgenland entstanden ist. Statt des im Mittelhochdeutschen üblichen satelkleit wird von einem satelgeschirre gesprochen: Dieser Ausdruck war daher bereits im Mittelalter im Burgenland in Gebrauch. Fuchszagl findet sich nicht nur in diesem Märe, sondern steht auch auf einem der Befestigungstürme in Güns und bedeutet "Fuchsloch". Weiters kommen "Pfeffer in zagl" und "des sweins zagl" im Text vor. Bei Ödenburger Bürgern finden sich die aus Spottbezeichnungen für Familiennamen gewordenen Formen mit "-zagl" (z. B. "Zaigenzagel 1426").

## Bezüge zur politischen Geschichte der Zeit
Mit dem Auftreten der "Rawzen" ('Serben'), "Falben" ('Kumanen') und "Tartaren" weist das Märe Bezüge zur politischen Geschichte des 13. Jahrhunderts auf. Die Güssinger Grafen zogen gegen die Heere der Könige Stefan V., Ladislaus IV., Andreas III. und Karl Robert, in deren Reihen auch Kumanen kämpften. Auf die Tartaren weist ein Vers hin: "richt zu den snüren die taterman". Das mhd. taterman bedeutet auch "Kobold": Waren die Tartaren vor 1241 (Mongolensturm) noch gefürchtet, so erschienen sie nach den Siegen der Grafen von Güssing über die tartarischen Kontingente der Heere der letzten Árpáden und ostungarischen Magnaten nur mehr in der Rolle von – wenn auch bösartigen – handlungsunfähigen Kobolden, vor denen man keine Angst haben musste.

## Bezüge zur Heldenepik und zum höfischen Roman
Peter der Wachtelsack bezieht sich in seinem Wachtelmäre auf Heldenepen – und zieht sie ins Lächerliche. Bis auf das Namensgut liefert sein Text das einzige schriftliche Zeugnis dafür, dass diese Werke und deren Figurenpersonal im Mittelalter im Gebiet des heutigen Burgenlandes verbreitet waren. Im Wachtelmäre gibt es Anklänge an die Dietrichepik, das Nibelungenlied, das Kudrunlied sowie das Alexanderlied.

## Textauszug
Ditz vor in alten zeiten.

An einer haber leiten,

In aim hiltzein land(e),

Auf aim ströbeim sand(e),

Saz ain reicher ereich krug,

Dez muter ain peren truk,

Hintz er ains ochsen gnas,

Der gwaltig esel waz,

An dem kumpost perg

Puttern aus twerg

Span er manigen tak. -

- Ain Wachtel in sak!